# Astragalus berteri
Astragalus berteri là một loài thực vật có hoa trong họ Đậu. Loài này được Colla miêu tả khoa học đầu tiên.